# NGC 7188
NGC 7188 (również PGC 67943) – galaktyka spiralna z poprzeczką (SBbc), znajdująca się w gwiazdozbiorze Wodnika. Odkrył ją Francis Leavenworth 9 października 1885 roku.